# Suicide Squad
Suicide Squad es el décimo sexto episodio de la segunda temporada y trigésimo noveno episodio a lo largo de la serie estadounidense de drama y ciencia ficción, Arrow. El episodio fue escrito por Keto Shimizu y Bryan Q. Miller, dirigido por Larry Teng y fue estrenado el 19 de marzo de 2014.
Oliver se prepara para la batalla contra Slade ahora que sabe que su objetivo es destruir a sus seres queridos. Sara intenta ayudar pero temiendo por su seguridad, Oliver la aleja. Mientras tanto, Amanda Waller recluta a Diggle para una misión de A.R.G.U.S. y que involucra a una persona que conoció mientras sirvió en Afganistán. Diggle acepta pero se sorprende cuando conoce al resto del equipo -Tigre de Bronce, Shrapnel y Deadshot. Mientras tanto, Lyla defiende el equipo e intenta convencer a Diggle pero cuando la misión toma un giro peligroso, Diggle se ve obligado a tomar una decisión difícil.

## Argumento
Después de tener una pesadilla con Shado, Oliver acude a Alexi Leonov para que lo ayude a localizar a Slade Wilson, Leonov le pide un favor a cambio, pero esta vez Oliver se niega y hiere a sus hombres con el fin de persuadir a Leonov a punta de pistola. Obligado, Leonov informa a Oliver que ya no está asociado a Bratva. Poco después de su reunión con Alexi, Oliver es interceptado por Sara, quien le pide que la deje ayudarlo, sin embargo, Oliver se niega y le pide que se mantenga a salvo. Mientras tanto, Diggle vigila la casa de Felicity, quien lo descubre y lo manda a casa.
Diggle recibe un mensaje de una fuente anónima, que le pide una reunión inmediata. Cuando llega al lugar del encuentro, Diggle descubre que el mensaje fue enviado por Lyla Michaels, quien regresó a Starling City de una misión. Cuando salen de la habitación del hotel, se encuentran con Amanda Waller, quien les dice que tiene una misión para ambos, la cual consiste en recuperar un agente nervioso de un distribuidor de armas llamado Gholam Qadir -un hombre al que Diggle salvó durante su estancia en Afganistán. Después de la reunión, Waller introduce a Diggle a su equipo, el cual está formado por Ben Turner, Floyd Lawton y Mark Scheffer, quienes se hacen llamar el Escuadrón Suicida. Cuando Diggle se niega a colaborar con ellos, Lyla y él discuten respecto a los pros y los contras de la situación.
Mientras tanto en la base de operaciones de Arrow, Felicity le informa a Oliver sobre un crimen en progreso y después de algunas vacilaciones, Oliver acude al lugar y detiene a los criminales. Desde una azotea de un edificio, Slade, vestido con su armadura de cuerpo completo observa la acción. Oliver se siente observado y echa un vistazo en la azotea, donde ve la vieja máscara de Deathstroke con una flecha a través del ojo.
Por otra parte, Diggle y el Escuadrón Suicida llegan al lugar donde tendrá lugar la subasta de arte en Markovburg, Markovia. Como era de esperarse, Diggle se encuentra con Gholem Qadir y poco después, Deadshot dispara en su dirección, fingiendo un intento de asesinato en contra de John, sin embargo, Ben Turner finge recibir el balazo para que Diggle pueda ganarse la confianza de Qadir. Pero cuando Deadshot intenta abandonar la escena, Shrapnel huye y Amanda Waller hace explotar el dispositivo que llevaba implantado en la cabeza. Tras creer que Diggle ha salvado su vida otra vez, Qadir lo invita a una gala humanitaria que está por celebrar.
Con el fin de que Lawton pueda entrar a la fiesta, las huellas dactilares de John son copiadas. Diggle se presenta en casa de Qadir con Lyla como acompañante, a quien presenta como su nueva guardaespaldas y se las ingenian para evadir el lector de huellas. Deadshot entra a la fiesta fingiendo ser Diggle y busca en el bolso de Lyla su mirilla y su arma. Poco después, Lawton encuentra el agente nervioso, sin embargo, descubre que el recipiente no puede ser transportado, debido a su gran tamaño. Al oír esto, Waller le ordena quedarse y a Diggle y el resto del equipo reunirse en el punto de encuentro mientras llama a un ataque aéreo. Sin embargo, Diggle no está dispuesto a dejar morir a todos los asistentes y les revela la verdadera identidad de Qadir, quien reconoce a Lyla de su estancia en Afganistán y amenaza con asesinarla, sin embargo, Turner entra y lo asesina por la espalda.
Entonces, Diggle va en busca de Deadshot y le convence de abandonar el lugar por el bien de su hija Zoey. Cuando van dentro de la camioneta, descubren que el avión no tripulado rastrea la señal del chip de Lawton. Lyla logra extraer el chip y el misil explota a cierta distancia de ellos.
Mientras tanto en Starling City, gracias a la información que Leonov le dio a Oliver, Felicity es capaz de encontrar el escondite de Slade Wilson. Cuando Oliver entra a la oficina donde un video de Shado está siendo proyectado en la pared y descubre que en la silla detrás del escritorio se encuentra con Alexis Leonov muerto, con una flecha a través de su ojo. Oliver se da cuenta de que no puede luchar contra Slade sin pedir ayuda. Por otra parte, Laurel le dice a Sara que cuando Oliver está alejado es porque trata de protegerla. Finalmente, en la sede de A.R.G.U.S., Amanda Waller es visitada por un "viejo amigo" que resulta ser Oliver Queen. Él le pide ayuda para encontrar a Slade Wilson, a quien Waller cree que fue asesinado por Oliver. En cambio, le muestra algunas imágenes de un nuevo individuo que han estado siguiendo y quien es llamado Deathstroke.

## Elenco
- Stephen Amell como Oliver Queen.
- Katie Cassidy como Dinah Laurel Lance.
- David Ramsey como John Diggle.
- Willa Holland como Thea Queen (crédito solamente).
- Emily Bett Rickards como Felicity Smoak.
- Colton Haynes como Roy Harper (crédito solamente).
- Manu Bennett como Slade Wilson.
- Susanna Thompson como Moira Queen.
- Paul Blackthorne como el oficial Quentin Lance (crédito solamente).

## Continuidad
- Este es un episodio centrado en Diggle.[3]
- El episodio marca la primera aparición de Gholem Qadir.
- Ted Gaynor fue visto anteriormente en Trust but Verify.
- Alexi Leonov fue visto anteriormente en Vertigo.
- Lyla Michaels y Floyd Lawton fueron vistos anteriormente en Keep Your Enemies Closer.
- Shado fue vista anteriormente como alucinación en Three Ghosts.
- Mark Scheffer fue visto anteriormente en Blast Radius.
- Amanda Waller y Ben Turner fueron vistos anteriormente en Tremors.
- Es el décimo episodio de la temporada en el que uno o más personajes principales están ausentes.

- Es el primer episodio a lo largo de la serie en el que tres personajes principales no aparecen.
- Moira Queen aparece solamente en una entrevista que Oliver ve por el televisor.
- Slade Wilson solamente en una escena en la que observa a Arrow vestido como Deathstroke.
- Es el primer episodio de la temporada en que Thea Queen no aparece y el tercero en el que Roy Harper está ausente.

- Es el primer episodio en mostrar flashbacks al pasado de Diggle.
- Amanda Waller revela que Gohlam Qadir es el comprador que Milo Armitage tenía para el dispositivo de Malcolm Merlyn en Tremors.
- Amanda presenta a Diggle con la Fuerza Especial X.

- Deadshot dice que el verdadero nombre del grupo es Escuadrón Suicida.

- Se revela que el nombre código de Amanda Waller es Mockingbird.

- Durante la huida de la casa de Qadir, Deadshot la llama The Wall.

- Lawton revela tener una hija de nombre Zoe.
- Mark Scheffer, Alexi Leonov y Gholam Qadir mueren en este episodio.
- Oliver revela que Amanda Waller está en La lista.
- Se da a entender que Amanda y Oliver se conocían de tiempo atrás, ya que Amanda asegura que Oliver asesinó a Slade.
- Tara Strong presta su voz a un personaje que se encuentra en una de las celdas de A.R.G.U.S. y que es aparentemente una referencia a Harley Quinn.[4]
- Lyla Michaels se convierte en la decimocuarta persona conocida en estar al tanto de la verdadera identidad de Arrow, siendo John Diggle (Lone Gunmen), Derek Reston (Legacies), Helena Bertinelli (Muse of Fire), Felicity Smoak (The Odyssey), Tommy Merlyn (Dead to Rights), el Dr. Webb (Unfinished Business), Malcolm Merlyn (Darkness on the Edge of Town), Sara Lance (Crucible), Amanda Waller (Keep Your Enemies Closer), el Conde Vértigo (State v. Queen), Barry Allen (The Scientist), Slade Wilson (Three Ghosts) y Roy Harper (Tremors), las otras trece.

## Banda sonora[5]
| N.º | Intérprete             | Título       | Álbum     |
| --- | ---------------------- | ------------ | --------- |
| 1   | Big Data feat. Joywave | Dangerous    | 1.0 - EP  |
| 2   | Phantogram             | Fall In Love | Voices    |
| 3   | Ry X                   | Short Line   | Berlin EP |

## Desarrollo

### Producción
La producción de este episodio comenzó el 8 de enero y terminó el 16 de enero de 2014.

### Filmación
El episodio fue filmado del 17 de enero al 28 de enero de 2014.

### Casting
En una entrevista con IGN, Andrew Kreisberg y Marc Guggenheim, productores ejecutivos de la serie revelaron que Ben Browder regresaría para interpretar a Ted Gaynor, quien "es un villano en el presente -pero de vuelta en los viejos tiempos no era más que el oficial al mando de Dig" y agregaron que "obviamente, él está interpretando el mismo personaje, de la misma forma en que Stephen interpreta a Oliver en la isla y en el presente, pero hay una sutil diferencia en el flashback, especialmente en su relación con Diggle. Veremos la cercanía de la que se habla en el episodio once del año pasado".

## Recepción

### Recepción de la crítica
Alasdair Wilkins de The A.V. Club, le otorgó una A- al episodio y en cuanto a la acción del Escuadrón Suicida en sí, comentó que "estuvo bien pero Shrapnel ni Tigre de Bronce tienen mucho que ver. Hubiera sido agradable ver a Shrapnel contribuir realmente en algo antes de que le volaran la cabeza, aunque, ya que no vimos un cuerpo, no se puede descartar otra aparición de Sean Maher. En cuanto a Michael Jai White, fue perfectamente decente de hacer una o dos cosas que el guion le exigió, pero se siente como que podría haber encontrado más para hacer".
Jesse Schedeen de IGN calificó al episodio como grandioso y le dio una puntuación de 8.2, comentando: "Este episodio no estuvo completamente a la altura de su potencial. La relación entre Diggle y su enemigo-amigo-enemigo Qadir podría haberse concretado mejor. Y un poco más del titular del Escuadrón no habría lastimado. En cualquier caso, se trata de un gran vehículo para Diggle, una vez más demostrando cuán subutilizada está la mano derecha de Ollie en esta serie. Y esperamos que sea el inicio de un papel recurrente para el Escuadrón Suicida en este y otros espectáculos de acción en vivo de DC".

### Recepción del público
En Estados Unidos, Suicide Squad fue visto por 2.42 millones de espectadores, recibiendo 0.8 millones de espectadores entre los 18 y 49 años, de acuerdo con Nielsen Media Research.